# Isao Hayashi
Isao Hayashi (林伊佐緒, Hayashi Isao) né le 11 mai 1912 à Shimonoseki et mort le 29 septembre 1995, est un chanteur et compositeur japonais des genres ryūkōka et gunka de musique populaire et militaire. Il participe à onze reprises à la célèbre émission de télévision Kōhaku Uta Gassen. Un de ses titres bien connus est la chanson militaire Shussei Heishi o Okuru Uta (出征兵士を送る歌) que diffusent au Japon les véhicules de propagande du parti d’extrême droite uyoku dantai.

## Biographie
Hayashi est originaire de Shimonoseki dans la préfecture de Yamaguchi. Il fait ses débuts en 1931 avec la chanson Tabi no Yado (旅の宿). Il signe avec le label King Records en 1936.
Hayashi compose également les chansons Nagasaki no Onna pour Hachirō Kasuga et Ringo Mura Kara pour Michiya Mihashi.
Hayashi est président de L'Association des chanteurs japonais de 1989 à 1995.

## Discographie
- 1939 : Shussei Heishi o Okuru Uta (出征兵士を送る歌?)
- 1950 : 'Dance Party no Yoru' (ダンスパーティーの夜, Dansu Pātī no Yoru?, Dance Party's Night)
- 1954 : 'Mamurogawa Bugi' (真室川ブギ?, Mamurogawa Boogie-woogie)
- 1955 : 'Kōgen no Yado' (高原の宿?, Tableland Hotel) : 1955